# Disney Princess Enchanted Tales: Follow Your Dreams
Disney Princess Enchanted Tales: Follow Your Dreams (Disney Princess - Cuentos de Princesas: Persigue tus sueños en español) es una película musical animada estadounidense de 2007, producida directamente para video por Walt Disney Pictures y Disneytoon Studios. Fue la primera y única película lanzada de la planeada serie de películas directas a video Disney Princess Enchanted Tales, cada una con nuevas historias sobre las Princesas Disney. Se lanzó el 4 de septiembre de 2007 por Walt Disney Studios Home Entertainment.
La película incorpora nuevas historias protagonizadas por Aurora de La Bella Durmiente (1959) y Jasmín de Aladdín (1992).

## Segmentos

### Las Llaves del Reino
Las Llaves del Reino (Keys to the Kingdom) presenta personajes de La Bella Durmiente, desarrollándose después de la película original. El rey Estéfano, la reina Leah, el rey Huberto y el príncipe Felipe abandonan el reino durante dos días para asistir a una Conferencia Real, dejando a Aurora al mando en su ausencia. Las tres hadas buenas, Flora, Fauna y Primavera, se ofrecen a ayudarla, pero Aurora rechaza la oferta porque cree que puede hacerlo sola. Primavera le da a Aurora su varita por si la necesita y le advierte que tenga mucho cuidado con ella. Las hadas también le dieron su discurso al rey Huberto, que este olvidó. Con la ayuda del mayordomo del castillo, Lord Duque, las tareas de Aurora incluyen planificar banquetes, tratar con los campesinos y organizar a los sirvientes que cuidan las cocinas y los jardines. Aurora cree que puede hacer su trabajo sin usar la varita, pero más tarde, antes de acostarse, no puede evitar jugar con ella y usa magia para confeccionarse un gran vestido de gala amarillo. Finalmente, tras un largo día lidiando con quejas, Aurora cede y usa la varita para ayudar a un granjero local que necesita pollos, cerdos y vacas nuevos. Su inexperiencia mágica conlleva consecuencias inusuales, como pollos enormes, cerdos verdes y la transformación del granjero en un pato. Cuando Estéfano, Huberto, Leah y Felipe están a punto de entrar al castillo tras una conferencia real, Lord Duke les advierte sobre pollos gigantes, cerdos verdes y vacas. Tras darse cuenta de que usar la varita fue un error, Aurora rápidamente idea ideas para resolver los problemas por su cuenta justo antes de que llegaran sus padres, Duke, Huberto, Felipe y las hadas, solo para descubrir que no eran pollos gigantes, cerdos verdes ni vacas. Al final, asisten al banquete real, ofrecido por Aurora.

### Más que un Pavo Real
Más que un Pavo Real (More Than a Peacock Princess; literalmente "Más que una Princesa Pavo Real") presenta personajes de Aladdin y se desarrolla después de Aladdin and the King of Thieves, con Iago y, presumiblemente, Cassim regresando a Agrabah. Jasmín está cansada y aburrida de sus habituales deberes de princesa. Ya no se conforma con supervisar las inauguraciones de las tiendas ni con ayudar en la venta de un camello en el mercado local. Mientras le pintan un retrato como "Princesa Pavo Real", Jasmín pierde la paciencia y dice que quiere más responsabilidades. El Sultán le asigna el puesto de "Asistente Real de Educación" en la Real Academia. Jasmín está encantada hasta que conoce a sus alumnos. Se portan mal, dibujan en las paredes, se pelean con almohadas y tiran libros. Llama a su tigre mascota, Rajah, para asustar a los niños y que se porten bien, pero lo ignoran antes de perseguirlos a él y a Jasmín por el barro y subirse a un árbol. Jasmín se da por vencida. Más tarde esa noche, su dama de compañía le dice que necesita paciencia y perseverancia, y que con estas herramientas puede hacer lo que quiera. Al día siguiente, Hakeem, el mozo de cuadra, busca la ayuda de Jasmín. El preciado caballo del Sultán, Sahara, ha desaparecido de los establos y, si no lo encuentran, Hakeem perderá su trabajo. Jasmín se encarga, con la ayuda de Alfombra, Abú y Iago, de encontrar a Sahara y devolverlo al Palacio. Al regresar con Sahara, logra ganarse el respeto de los estudiantes de la escuela y de su padre.

## Canciones
"Keys to the Kingdom" - Letra y música de Amy Powers y Russ DeSalvo, interpretada por Cassidy Ladden
"Peacock Princess" - Letra y música de Amy Powers y Russ DeSalvo, interpretada por Lea Salonga y Gilbert Gottfried
"I've Got My Eyes on You" - Letra y música de Amy Powers y Russ DeSalvo, interpretada por Lea Salonga

## Producción y serie fílmica cancelada
Esta película originalmente iba a ser la primera de una serie de películas derivadas en las que "se combinarían historias cortas sobre las distintas princesas del canon Disney según alguna superposición temática". Originalmente, la primera película de la serie se titularía "A Kingdom of Kindness" ("Un Reino de Bondad") y presentaría una historia completamente diferente de Aurora, así como una historia sobre Bella de La Bella y la Bestia en lugar de Jasmín. Se lanzaron tráilers de esta entrega en varios DVD de Disney, pero nunca se lanzó. La segunda película de la serie, conocida simplemente como "Disney Princess Enchanted Tales" en los avances de varios DVD relacionados con las Princesas Disney, estaba originalmente programada para estrenarse en 2008. Iba a tener una nueva historia de Cenicienta y una nueva historia de Mulán. Esta tampoco se lanzó debido a las bajas ventas de Follow Your Dreams.
El blog de fans Antagony & Ecstasy especula que este proyecto específico fue el catalizador para que John Lasseter, recién nombrado Director Creativo de proyectos animados de Disney, cerrara todos los proyectos de secuelas de DisneyToon Studios que no estuvieran muy avanzados en su producción.
Inicialmente, después del lanzamiento de Follow Your Dreams, se planeó que se hiciera una serie fílmica completa de entregas directas a vídeo de Enchanted Tales. Sin embargo, después de que la presidenta de DisneyToon Studios, Sharon Morrill, dimitiera en junio de 2007, y las unidades de estudios de animación de Walt Disney Company se sometieran a una reestructuración corporativa a medida que el liderazgo de Pixar asumía más control, la serie de películas fue cancelada.

## Recepción

### Premios
| Año  | Nominación                            | Premio                                                    | Resultado | Referencias |
| ---- | ------------------------------------- | --------------------------------------------------------- | --------- | ----------- |
| 2008 | Amy Powers, Russ DeSalvo y Jeff Danna | Premio Annie por Música en una Producción de Largometraje | Nominados | [ 5 ] [ 6 ] |